# Miami Airport Station
Miami Intermodal Center ist ein Bahnhof in Miami im US-Bundesstaat Florida. Er liegt in der Nähe des Miami International Airport und wurde als intermodaler Haupt-Verknüpfungspunkt für Miami-Dade County geplant.:3 Tri-Rail, Miami-Dade Metrorail, der Flughafen-Peoplemover MIA Mover und verschiedene Buslinien halten dort seit der ersten Hälfte der 2010er Jahre.
Die Anbindung Miami Intermodal Centers an den nationalen Fernverkehr von Amtrak ist nicht erfolgt, die Fernzüge enden im Bahnhof Miami Station an der Grenze zur Vorstadt Hialeah. Auch bei der ursprünglich vom Vorhabenträger Florida Department of Transportation vorgesehenen Nutzung wäre Amtrak bezogen auf Miami in Randlage geblieben. Seit der Eröffnung des Bahnhofs MiamiCentral von Brightline 2018 und Tri-Rail 2024 gibt in Downtown Miami einen zentralen Schnellzug-Bahnhof.

## Funktion

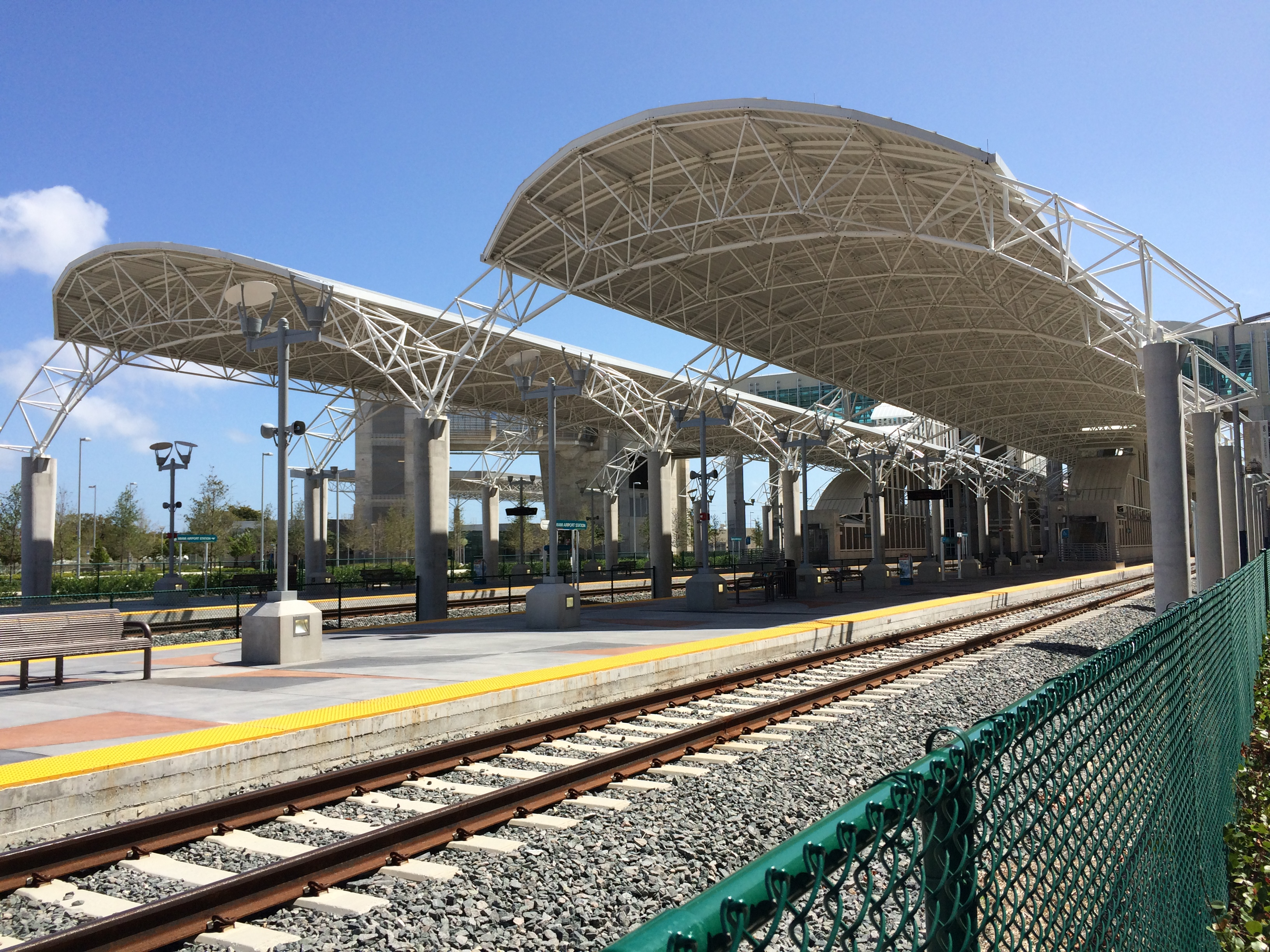
Teilüberdachte Bahnsteige für Tri-Rail (rechts) und Fernverkehr (links)

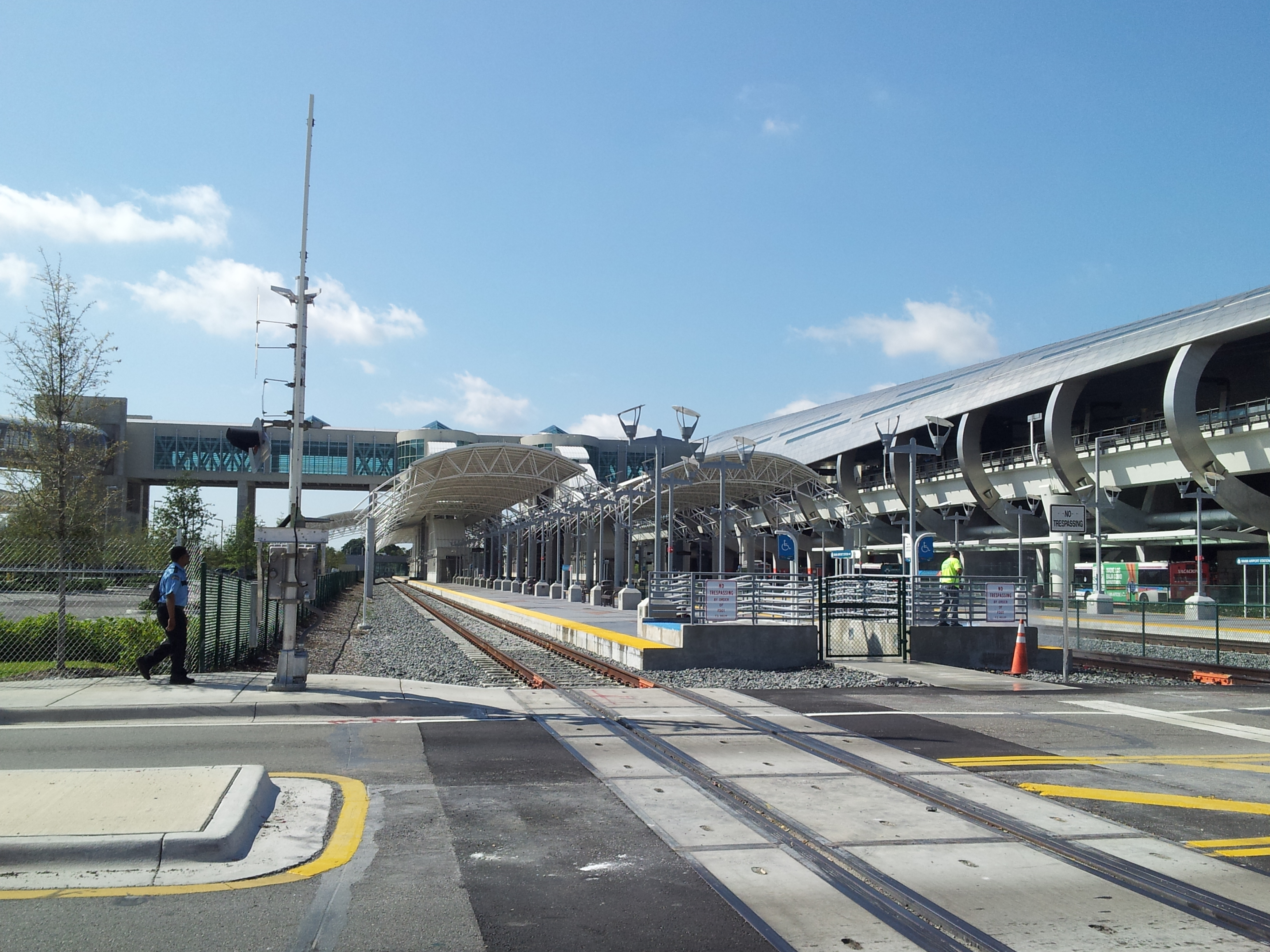
Blick vom Bahnübergang Northwest 25th Street auf ebenerdige Bahnsteige (Fernverkehr links, Tri-Rail rechts) und Metrorail-Hochbahnhof

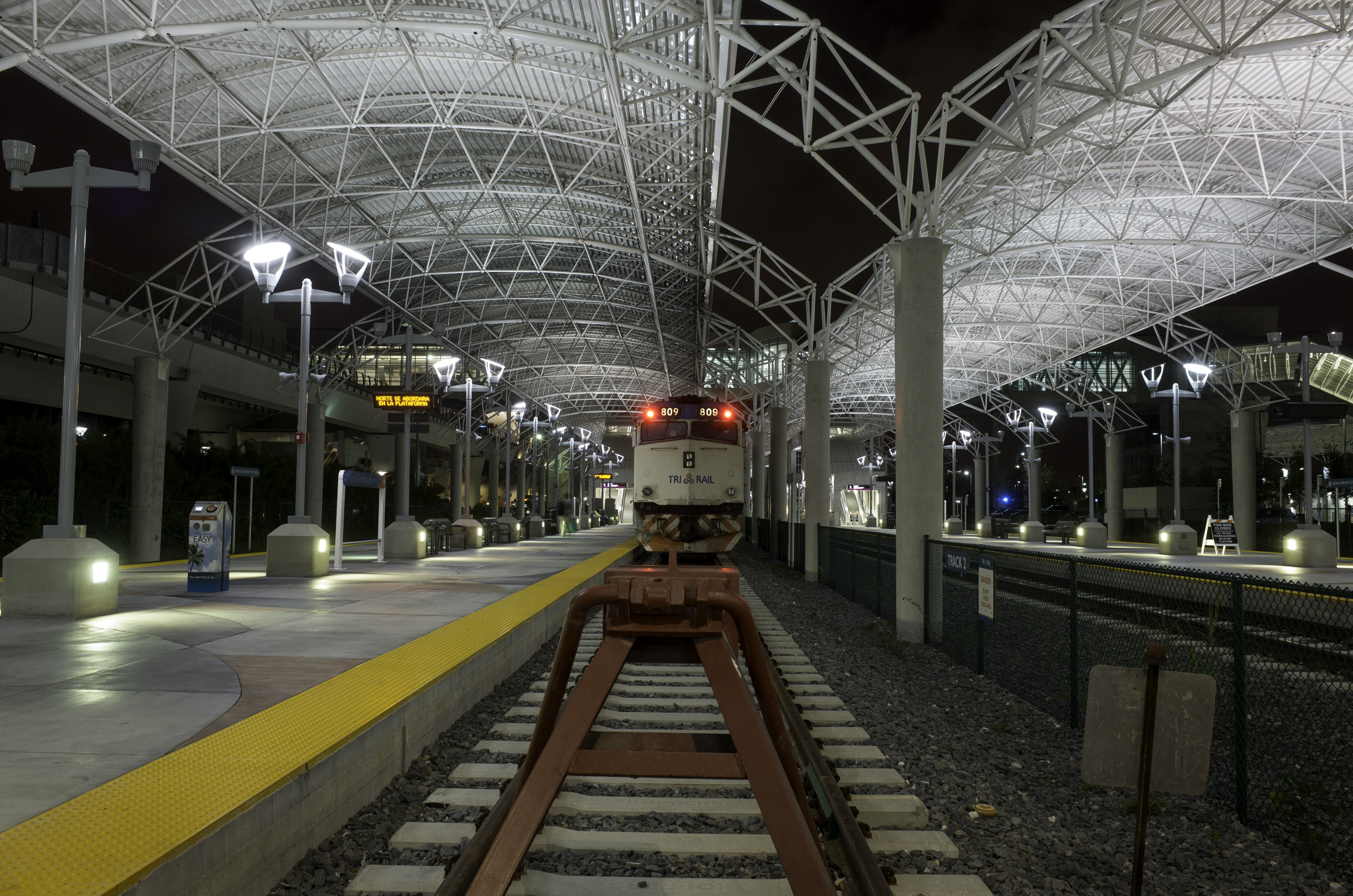
Tri-Rail-Zug am Bahnsteig

Miami Intermodal Station besteht aus mehreren Zugangsstellen für unterschiedliche Verkehrssysteme. Die Beschilderung lautet bei Tri-Rail „Miami Airport“ und bei Miami-Dade Metrorail „Miami International Airport“.
Ebenerdig gibt es einen Kopfbahnhof am Ende einer von Norden her befahrenen Stichstrecke. An vier Kopfgleisen liegen nebeneinander ein Mittelbahnsteig für Eisenbahn-Fernverkehr und ein Mittelbahnsteig für den Regionalverkehr von Tri-Rail. Unmittelbar westlich steht aufgeständert die ebenfalls von Norden her angefahrene Endstation der Orange Line von Miami-Dade Metrorail. Westlich davon steht aufgeständert, von Süden her befahren, die Endstation des Flughafen-Peoplemovers MIA Mover, einem etwa zwei Kilometer langen automatischen Peoplemover-System mit zwei Stationen: dem Flughafen und dem Zentralbahnhof.
Angeschlossen an den Bahnhof ist neben einer Großzahl an Taxiständen auch eine Busstation für Fernbusse und für örtlichen Busverkehr des Unternehmens Miami-Dade Transit. Ein Center für Autovermietungsfirmen wird über eine Abgabe auf vermietete Autos an den Kosten des Bahnhofs beteiligt.:13

## Geschichte

### Vorgeschichte
Mit der Verlängerung der Florida East Coast Railway im Jahre 1896 aus Richtung Norden und dem Bau eines ersten Bahnhofes in Downtown Miami begann das Eisenbahnzeitalter in der Stadt. Den Betrieb auf der Strecke teilten sich die Gesellschaften Seaboard Air Line Railroad und Atlantic Coast Line Railroad, die bereits eine Direktverbindung nach New York City einrichteten. 1927 errichtete Seaboard einen zweiten Bahnhof im weiter nördlich gelegenen Stadtteil Allapattah, der 1971 von der neu gegründeten Amtrak übernommen wurde. 1963 wurde der erste Bahnhof in Downtown stillgelegt und abgerissen. Aus Kapazitätsgründen musste Amtrak jedoch bereits 1977 den Standort Allapattah aufgeben und verlagerte den Personenverkehr an die Stelle des vormaligen Wagendepots am Ostrand der Vorstadt Hialeah, etwa sechs Kilometer nördlich des Miami Intermodal Center.
Die 1986 gegründete Tri-Rail nahm 1989 den Regionalverkehr am damals neuen Bahnhof Hialeah Market nach West Palm Beach auf. Eine von Tri-Rail ab 1998 an der Stelle des späteren Miami Intermodal Center genutzte Station wurde ab Beginn der Bauarbeiten im September 2011 nicht mehr bedient.

### Bau und Inbetriebnahme
Die Vorarbeiten für den neuen Zentralbahnhof begannen am 18. Mai 2011, die offizielle Grundsteinlegung fand am 27. September des Jahres statt.
Ebenfalls im September 2011 wurde der MIA Mover eröffnet.:4 Seit 2012 ist der Metrorail-Bahnhof der Orange Line in Betrieb. Seit dem 5. April 2015 wird der Bahnhof von Tri-Rail bedient.
Der für Amtrak-Fernverkehr gebaute Teil des Bahnhofs wird mit Stand 2025 nicht genutzt. Als Haupthindernis wird angegeben, dass Teile eines Amtrak-Zugs bei einer saisonal üblichen Zuglänge auf dem direkt nördlich an die Bahnsteige angrenzenden, ebenerdigen Bahnübergang der innerörtlichen Northwest 25th Street stehen würden. Dem Florida Department of Transportation gelang es nicht, eine für Amtrak und örtliche Interessen zufriedenstellende Lösung zu finden, den Bahnübergang zu schließen und den Fernbahnsteig passend zu verlängern. Eine Lösung wurde zunächst für Sommer 2016, dann für Ende 2017 angekündigt. Ab 2018 wurde kein neuer Termin mehr genannt. 2024 scheiterten die 2021 wieder aufgenommenen Verhandlungen zwischen Amtrak und Florida Department of Transportation mit Verweis auf unvereinbare Preisvorstellungen endgültig.

## Linienübersicht

### Schiene
| Linie                   | Laufweg                                                 |
| ----------------------- | ------------------------------------------------------- |
| Tri-Rail,               | Miami Airport – Hialeah Market – … – Mangonia Park      |
| Metrorail, Linie Orange | Miami Airport – Earlington Heights – … – Dadeland South |

### Metrobus
Metrobus-Linien nach Fertigstellung des Bahnhofes 2015.
| Nummer  | Verlauf | Karte               | Bemerkungen                                                                            |
| ------- | --- | ------------------- | -------------------------------------------------------------------------------------- |
| 7A      | Downtown Miami ↔ Airport Station via NW 7th Street und Marlins Park | Karte (PDF; 197 kB) |                                                                                        |
| 37      | Bf. South Miami ↔ Hialeah via Douglas Rd & Palm Ave | Karte (PDF; 203 kB) |                                                                                        |
| 42      | Bf. Douglas Road ↔ Opa-locka oder Miami Springs (42A) via LeJeune Rd (SR 953)                                                                                            | Karte (PDF; 140 kB) | Endstation Miami Airport Station am Abend                                              |
| 57      | Jackson South Hospital via Red Rd (SR 959) und Perimeter Rd | Karte (PDF; 199 kB) | montags bis freitags                                                                   |
| J (110) | Miami Beach via Julia Tuttle Cswy (I-195), 36 St & LeJeune Rd | Karte (PDF; 123 kB) |                                                                                        |
| 133     | Airport/Tri-Rail Shuttle (MIA ↔ Bf. Hialeah Market oder NW 79th Street/37th Ave)                                                                                         | Karte (PDF; 514 kB) | Linie wird mit Fertigstellung des Bahnhofs eingestellt und tangiert nicht den Bahnhof. |
| 150     | Miami Beach Airport Flyer (Miami Beach am South Pointe Park, Alton Rd, und 5th Street via Airport Expressway (SR 112)/Julia Tuttle Causeway (I-195), und Collins Avenue) | Karte (PDF; 118 kB) |                                                                                        |
| 238     | East-West Connection (Dolphin Mall) | Karte (PDF; 211 kB) | montags bis freitags                                                                   |
| 238x    | Weekend Express (Dolphin Mall via SR 836) | Karte (PDF; 211 kB) | samstags und sonntags                                                                  |
| 297     | 27th Ave Orange Line MAX (Calder Race Course, Sun Life Stadium, und County Line Road (SR 852) via NW 27th Ave (SR 9))                                                    |                     | montags bis freitags                                                                   |